# Brandschatzung

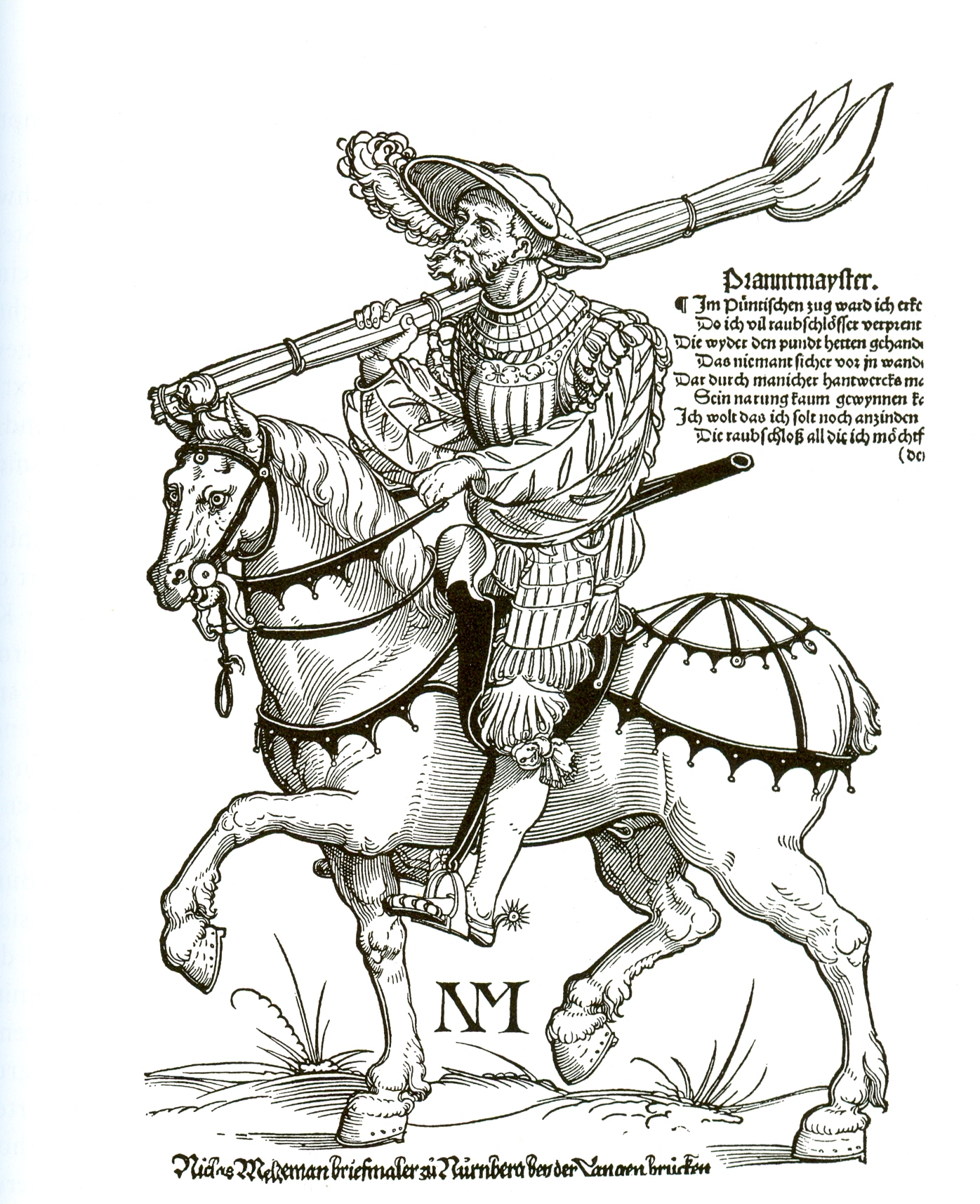
Pranntmayſter (Brandmeister), Nikolaus Meldemann

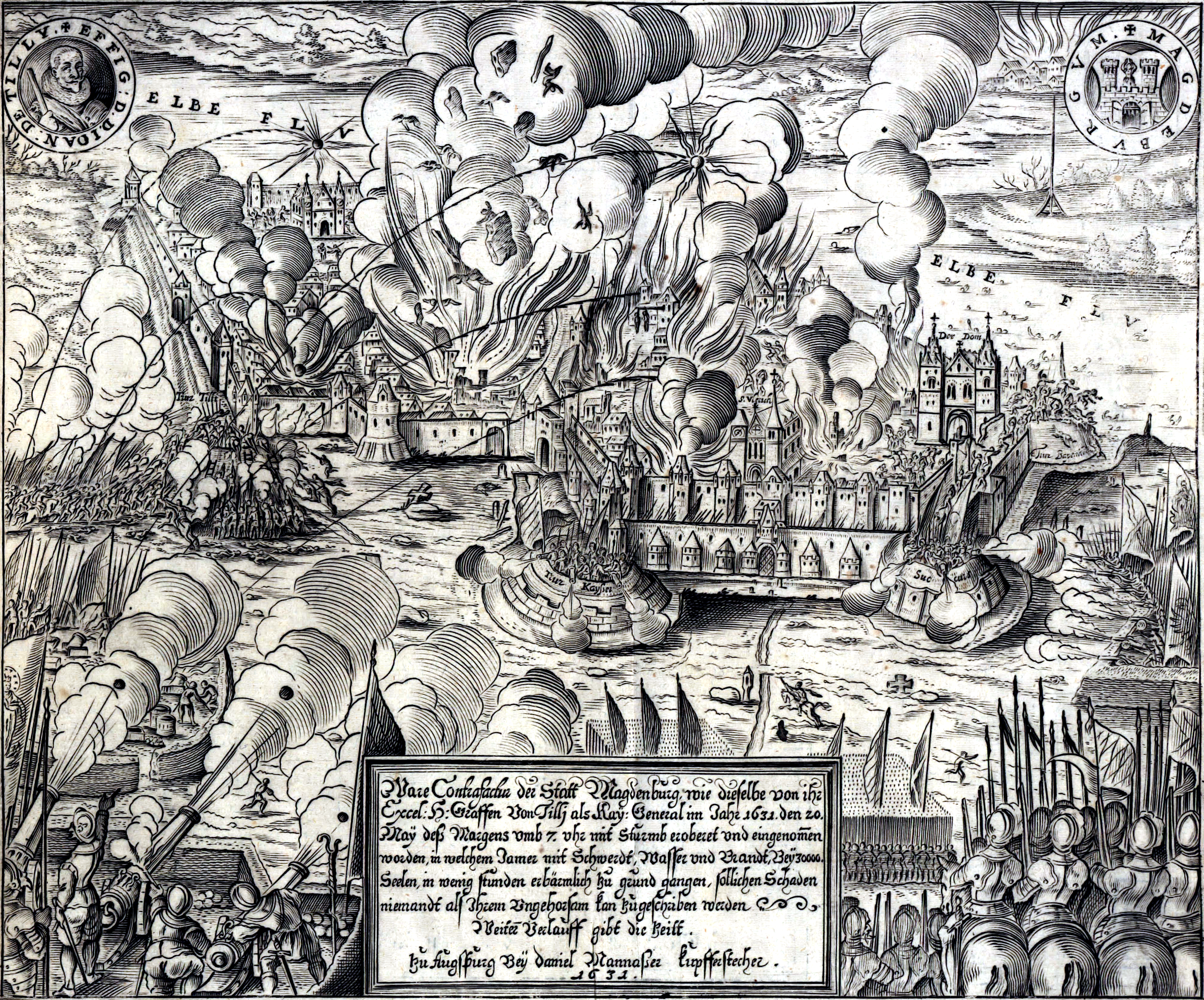
Magdeburger Hochzeit (1632)

Brandschatzung ist die Zwangserhebung von Geld- oder Naturalabgaben (= Schatzung) im feindlichen Land unter Androhung des Niederbrennens oder der Plünderung der betroffenen Stadt oder Landschaft. Zuständig war der Brandmeister.

## Geschichte
Brandschatzung als Kriegsmittel war lange Zeit üblich, namentlich in den Kriegen des Mittelalters und der frühen Neuzeit (z. B. im Dreißigjährigen Krieg). Erst nach dem Siebenjährigen Krieg und besonders nach der Französischen Revolution hörten Brandschatzungen allmählich auf. Geld- und Naturalienerhebungen durften stattdessen nur durch Kontribution und Requisition vorgenommen werden. Heute ist sie völkerrechtlich geächtet.
Die Brandschatzung ist nicht mit der Brandstiftung zu verwechseln, der Begriff wird jedoch inzwischen häufig falsch in diesem Sinne verwendet.